# Rampalanjärvi
Rampalanjärvi är en sjö i kommunen Ruokolax i landskapet Södra Karelen i Finland. Sjön ligger 98,3 meter över havet. Arean är 73 hektar och strandlinjen är 5,92 kilometer lång. Sjön  ingår i Vuoksens huvudavrinningsområde.   Den ligger omkring 45 km nordöst om Villmanstrand och omkring 250 km nordöst om Helsingfors. 